# Livilla variegata
Livilla variegata är en insektsart som först beskrevs av Löw 1881.  Livilla variegata ingår i släktet Livilla och familjen rundbladloppor.
Artens utbredningsområde är Slovakien. Inga underarter finns listade i Catalogue of Life.